# Elbe-Projekt

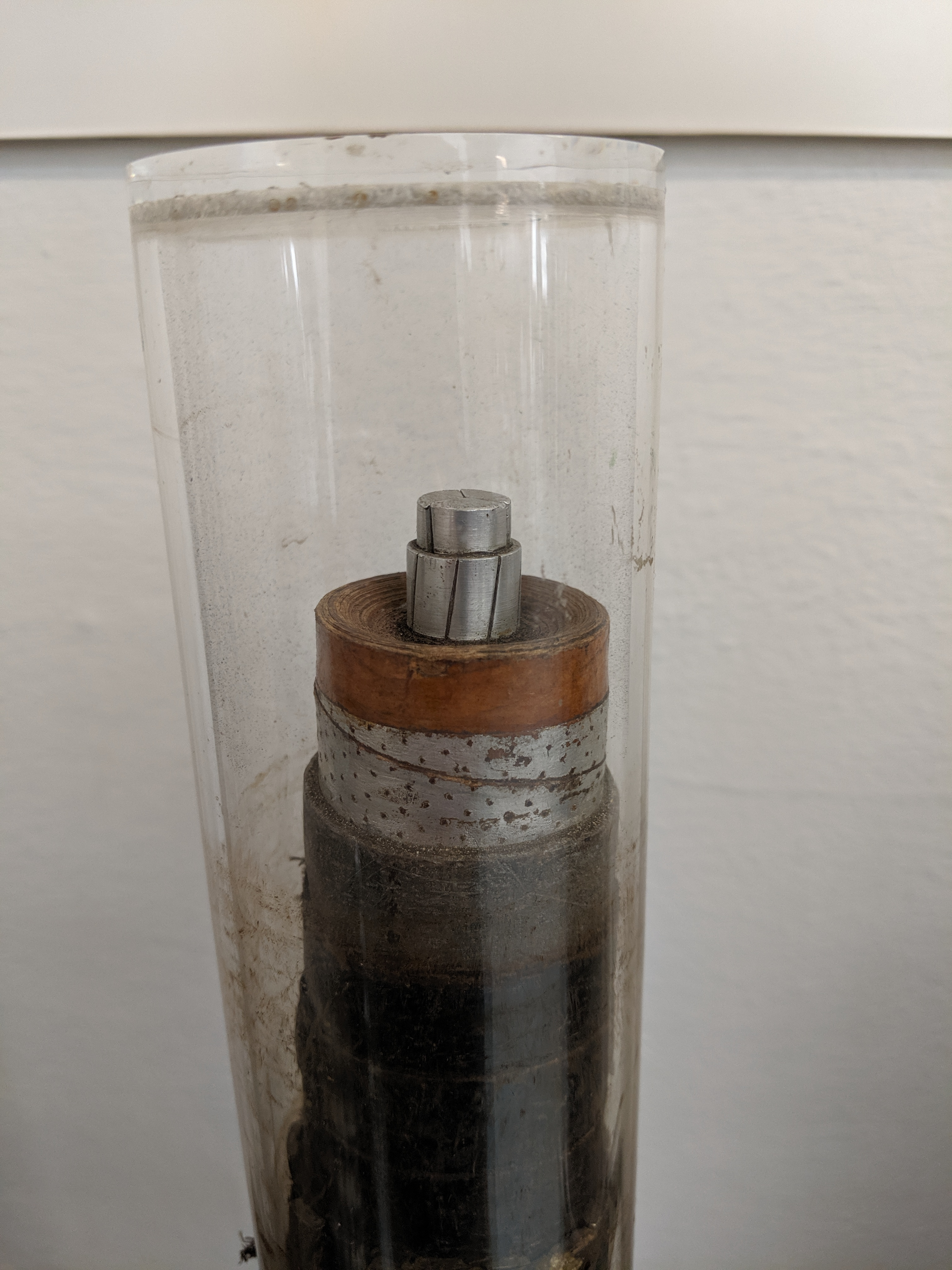
Kabelstück im Deutschen Museum, München

Elbe-Projekt war die Bezeichnung der ersten kommerziellen Hochspannungs-Gleichstrom-Übertragung-Anlage, deren Technik auf der Verwendung von Quecksilberdampfgleichrichtern beruhte.
Die vorbereitenden Entwicklungen fanden in Braunschweig/Salzgitter-Hallendorf am Institut für Hochspannungstechnik und Elektrische Energieanlagen der TU Braunschweig statt.

## Geschichte
Nachdem diverse Experimentalanlagen (u. a. eine Leitung zwischen Wettingen und Zürich sowie zwischen Charlottenburg und Moabit) zwischen 1933 und 1942 zeigten, dass eine Übertragung elektrischer Energie großer Leistung mit hochgespanntem Gleichstrom unter Verwendung von Quecksilberdampfgleichrichtern möglich ist, wurde 1941 beschlossen, eine bipolare Erdkabelleitung zwischen dem Kraftwerk „Elbe“ (Vockerode bei Dessau) und dem Industriegebiet Berlin-Marienfelde zu bauen. Am 24. August 1941 starteten die Arbeiten an dieser Anlage, die bei einer bipolaren Spannung von 200 kV in der Lage sein sollte, elektrische Energie mit einer maximalen Leistung von 60 MW zu übertragen. Als Kabel wurden zwei einpolige Kabel benutzt. Ein Stück des Kabels kann heute im Deutschen Museum in München besichtigt werden.
Der südliche Endpunkt befand sich südlich des Kraftwerks Vockerode. Die hierfür errichtete Halle (Koordinaten: 51°50'32"N   12°21'26"O) wurde später als Werkstatthalle des Kraftwerks genutzt und beherbergt heute einige Büros. Das Kabel verlief von Vockerode über Coswig, Straach, Boßdorf, Kropstädt, Treuenbrietzen, Beelitz, Michendorf, Saarmund und Großbeeren zum nördlichen Endpunkt in Berlin-Marienfelde. Dieser befand sich im Gebiet zwischen der Bahnlinie Berlin-Dresden, der Belßstraße (bis 1947 Wagemannstraße), der Friedrichsrodaer Straße und dem Trachenbergring. Die in diesem Areal erbaute Stromrichterhalle (Adresse Trachenbergring 85 in 12249 Berlin, Koordinaten:  52°25'39"N   13°22'13"O) dient heute als Sporthalle. Von Berlin-Marienfelde wurde zum Umspannwerk Steglitz (beim Kraftwerk Steglitz), in dem die Einspeisung in das Stromnetz Berlins stattfinden sollte, ein 30-kV-Kabel verlegt.
Für die beiden Außenleiter wurde je ein Massekabel mit Aluminiumleiter von 150 mm² Querschnitt und einem Außendurchmesser von 52 mm verwendet, während die Erde als neutraler Pol diente. Hierfür existierte in der Nähe beider Stromrichterstationen je ein Brunnen, in denen sich je eine Erdungselektrode befand. Die genaue Lage dieser Brunnen ist nicht mehr bekannt.
Die Hochspannungsleitung des Elbe-Projekts ging infolge der Kriegsereignisse nie in Betrieb. Nach dem Zweiten Weltkrieg wurde die Anlage von der sowjetischen Besatzungsmacht demontiert und zum Aufbau einer monopolaren HGÜ-Verbindung zwischen Moskau und Kaschira verwendet, die 1951 in Betrieb ging. Diese Anlage ist heute nicht mehr in Betrieb.
Erst 1993 ging mit der GKK Etzenricht eine Anlage zur HGÜ-Übertragung in Deutschland in Betrieb. Der Bau einer ähnlichen Anlage in Wolmirstedt wurde 1990 aufgrund der Wiedervereinigung gestoppt.